# Jacob Tremblay
Jacob Tremblay (ur. 5 października 2006 w Vancouver) – kanadyjski aktor dziecięcy. Wystąpił w roli Jacka w filmie Pokój, za którą otrzymał m.in. nagrodę Critics' Choice dla najlepszego młodego aktora.

## Życiorys

### Wczesne lata
Tremblay urodził się w Vancouver, w prowincji Kolumbia Brytyjska, 5 października 2006. Wychował się w pobliskim mieście Langley. Jego ojciec, Jason Tremblay, jest detektywem policji, a matka, Christina Candia Tremblay, gospodynią domową. Ma starszą siostrę, Emmę i młodszą, Ericę, które również są aktorkami.

### Kariera
Pierwszy raz zadebiutował w filmie animowanym Smerfy 2, wyreżyserowanym przez Raję Gosnell w 2013 roku. W 2015 roku wystąpił w roli Jacka w filmie Pokój, wyreżyserowanym przez Lenny’ego Abrhamson. W tym samym roku dostał nominację do nagrody Gildii Aktorów Filmowych za wybitny występ aktora w roli drugoplanowej. W 2016 roku zagrał drugoplanową rolę w filmie Donald Trump's The Art of the Deal: The Movie oraz gościnnie zagrał w serialu The Last Man on Earth jako młodsza wersja głównego bohatera, Phila. W tym samym roku zagrał w horrorze Zanim się obudzę u boku Thomasa Jane i Kate Bosworth. W roku 2017 wystąpił jako Peter Carpenter w The Book of Henry oraz w filmie Cudowny chłopak jako Auggie Pullman. 16 października 2020 roku ukazał się teledysk Justina Biebera pt. „Lonely”, w którym Tremblay był postacią pierwszoplanową. Aktor grał Biebera z czasów początków jego kariery.

## Filmografia

### Filmy
- 2013: Smerfy 2 (The Smurfs 2) jako Blue Winslow
- 2013: The Magic Ferret jako Sam
- 2014: Extraterrestrial jako Matty
- 2015: Gord's Brother jako młody Gord
- 2015: Pokój (Room) jako Jack Newsome
- 2016: Burn Your Maps jako Wes
- 2016: Osaczona (Shut In) jako Tom
- 2016: Zanim się obudzę (Before I Wake) jako Cody
- 2017: Cudowny chłopak (Wonder) jako Auggie Pullman
- 2017: The Book of Henry jako Peter Carpenter
- 2018: Predator (The Predator) jako Rory McKenna
- 2018: The Death and Life of John F. Donovan jako Rupert Turner
- 2019: Grzeczni chłopcy (Good Boys) jako Max
- 2019: Doktor Sen (Doctor Sleep) jako Bradley Trevor
- 2021: Luca jako Luca Paguro (głos)

### Seriale
- 2014: Santa's Little Ferrets jako Todd Collins
- 2014: Kandydat na męża (My Mother’s Future Husband) jako Connor